# Гошен (Нью-Гемпшир)
Гошен (англ. Goshen) — місто (англ. town) в США, в окрузі Салліван штату Нью-Гемпшир. Населення — 796 осіб (2020).

## Демографія
Згідно з переписом 2010 року, у місті мешкало 810 осіб у 344 домогосподарствах у складі 237 родин. Було 444 помешкання
Расовий склад населення:
| - 97,9 % — білих - 0,5 % — чорних або афроамериканців - 0,1 % — корінних американців |

До двох чи більше рас належало 1,5 %. Частка іспаномовних становила 0,1 % від усіх жителів.
За віковим діапазоном населення розподілялося таким чином: 17,9 % — особи молодші 18 років, 64,6 % — особи у віці 18—64 років, 17,5 % — особи у віці 65 років та старші. Медіана віку мешканця становила 47,0 року. На 100 осіб жіночої статі у місті припадало 102,0 чоловіків;  на 100 жінок у віці від 18 років та старших — 102,7 чоловіків також старших 18 років.
Середній дохід на одне домашнє господарство  становив 66 041 долар США (медіана — 60 417), а середній дохід на одну сім'ю — 61 144 долари (медіана — 55 625). Медіана доходів становила 50 000 доларів для чоловіків та 36 250 доларів для жінок. За межею бідності перебувало 10,6 % осіб, у тому числі 18,5 % дітей у віці до 18 років та 2,9 % осіб у віці 65 років та старших.
Цивільне працевлаштоване населення становило 336 осіб. Основні галузі зайнятості: освіта, охорона здоров'я та соціальна допомога — 31,3 %, виробництво — 22,6 %, роздрібна торгівля — 10,4 %, науковці, спеціалісти, менеджери — 10,4 %.